# سیارک ۱۳۲۴۹
سیارک ۱۳۲۴۹ (به انگلیسی: 13249 Marcallen، نامگذاری:1998MD38) سیزده هزار و دویست و چهل و نهمین سیارک کشف شده‌است که در ۱۸ ژوئن ۱۹۹۸ کشف شد.
قدر مطلق سیارک برابر ۱۲٫۰۰ است.